# Camptoceras terebra
Camptoceras terebra е вид охлюв от семейство Planorbidae.

## Разпространение
Видът е разпространен в Индия (Западна Бенгалия и Утар Прадеш).